# Colona nubla
Colona nubla är en malvaväxtart som beskrevs av François Gagnepain. Colona nubla ingår i släktet Colona och familjen malvaväxter. Inga underarter finns listade i Catalogue of Life.